# Lamprogrammus shcherbachevi
Lamprogrammus shcherbachevi (лат.) — вид морских глубоководных рыб семейства ошибнёвых (Ophidiidae) отряда ошибнеобразных (Ophidiiformes). Максимальная длина тела 193 см. Обитает в тропических водах, восточной части Индийского океана: у северо-западного побережья Австралии, в юго-восточной части Тихого океанаа у берегов Чили, в Атлантическом океане у Французской Гвианы и Суринама, у Анголы и у Фарерских островов. Донные рыбы, встречаются на глубине от 0 до 1000 м. Безвреден для людей, промысловой ценности не имеет. Для определения охранного статуса вида недостаточно данных.